# Mogoșești (okręg Jassy)
Mogoșești – wieś w Rumunii, w okręgu Jassy, w gminie Mogoșești. W 2011 roku liczyła 2994 mieszkańców.